# Teucrium laciniatum
Teucrium laciniatum là một loài thực vật có hoa trong họ Hoa môi. Loài này được Torr. miêu tả khoa học đầu tiên năm 1828.